# Öratjärnarna (Ovanåkers socken, Hälsingland)
Öratjärnarna är en sjö i Ovanåkers kommun i Hälsingland och ingår i Ljusnans huvudavrinningsområde.